# Jean Paul Guhel
Jean Paul Guhel (data desconhecida – 1988) é um ex-patinador artístico francês, que competiu na dança no gelo. Com Christiane Guhel ele conquistou uma medalha de prata e uma de bronze em campeonatos mundiais, uma medalha de ouro, duas de prata e uma de bronze em campeonatos europeus e foi pentacampeão do campeonato nacional francês. Com Fanny Besson ele foi tetracampeão do campeonato nacional francês. Com Christiane Duvois ele foi vice-campeão do campeonato nacional francês.

## Principais resultados

### Com Christiane Guhel
| Resultados                                            | Resultados      | Resultados        | Resultados        | Resultados       | Resultados       | Resultados    | Resultados    | Resultados    | Resultados    | Resultados    | Resultados    | Resultados    | Resultados    | Resultados    | Resultados    |  |
| Internacional                                         | Internacional   | Internacional     | Internacional     | Internacional    | Internacional    | Internacional | Internacional | Internacional | Internacional | Internacional | Internacional | Internacional | Internacional | Internacional | Internacional |  |
| Evento/Temporada                                      | 1957– 1958      | 1958– 1959        | 1959– 1960        | 1960– 1961       | 1961– 1962       |               |               |               |               |               |               |               |               |               |               |  |
| ----------------------------------------------------- | --------------- | ----------------- | ----------------- | ---------------- | ---------------- | ------------- | ------------- | ------------- | ------------- | ------------- | ------------- | ------------- | ------------- | ------------- | ------------- |  |
| Campeonato Mundial                                    | 6.º             | 6.º               | Medalha de bronze |                  | Medalha de prata |               |               |               |               |               |               |               |               |               |               |  |
| Campeonato Europeu                                    | 4.º             | Medalha de bronze | Medalha de prata  | Medalha de prata | Medalha de ouro  |               |               |               |               |               |               |               |               |               |               |  |
| Nacional                                              |                 |                   |                   |                  |                  |               |               |               |               |               |               |               |               |               |               |  |
| Campeonato Francês                                    | Medalha de ouro | Medalha de ouro   | Medalha de ouro   | Medalha de ouro  | Medalha de ouro  |               |               |               |               |               |               |               |               |               |               |  |
|                                                       |                 |                   |                   |                  |                  |               |               |               |               |               |               |               |               |               |               |  |
| Legenda: Competição não foi disputada nesta temporada |                 |                   |                   |                  |                  |               |               |               |               |               |               |               |               |               |               |  |

### Com Fanny Besson
| Resultados         | Resultados      | Resultados      | Resultados      | Resultados      | Resultados | Resultados | Resultados | Resultados | Resultados | Resultados | Resultados | Resultados | Resultados | Resultados | Resultados |  |
| Nacional           | Nacional        | Nacional        | Nacional        | Nacional        | Nacional   | Nacional   | Nacional   | Nacional   | Nacional   | Nacional   | Nacional   | Nacional   | Nacional   | Nacional   | Nacional   |  |
| Evento/Temporada   | 1953– 1954      | 1954– 1955      | 1955– 1956      | 1956– 1957      |            |            |            |            |            |            |            |            |            |            |            |  |
| ------------------ | --------------- | --------------- | --------------- | --------------- | ---------- | ---------- | ---------- | ---------- | ---------- | ---------- | ---------- | ---------- | ---------- | ---------- | ---------- |  |
| Campeonato Francês | Medalha de ouro | Medalha de ouro | Medalha de ouro | Medalha de ouro |            |            |            |            |            |            |            |            |            |            |            |  |
|                    |                 |                 |                 |                 |            |            |            |            |            |            |            |            |            |            |            |  |

### Com Christiane Duvois
| Resultados         | Resultados       | Resultados | Resultados | Resultados | Resultados | Resultados | Resultados | Resultados | Resultados | Resultados | Resultados | Resultados | Resultados | Resultados | Resultados |  |
| Nacional           | Nacional         | Nacional   | Nacional   | Nacional   | Nacional   | Nacional   | Nacional   | Nacional   | Nacional   | Nacional   | Nacional   | Nacional   | Nacional   | Nacional   | Nacional   |  |
| Evento/Temporada   | 1952– 1953       |            |            |            |            |            |            |            |            |            |            |            |            |            |            |  |
| ------------------ | ---------------- | ---------- | ---------- | ---------- | ---------- | ---------- | ---------- | ---------- | ---------- | ---------- | ---------- | ---------- | ---------- | ---------- | ---------- |  |
| Campeonato Francês | Medalha de prata |            |            |            |            |            |            |            |            |            |            |            |            |            |            |  |
|                    |                  |            |            |            |            |            |            |            |            |            |            |            |            |            |            |  |